# Gamma Delphini
γ Delphini (Gamma Delphini, kurz γ Del) ist ein Doppelstern im Sternbild Delphin.
Der Doppelstern besteht aus den Einzelsternen γ2 Delphini (4,27 mag, Spektralklasse K1 IV) und γ1 Delphini (5,14 mag, Spektralklasse F7 V). Sie besitzen einen Winkelabstand von 8,8″, der Positionswinkel von γ1 zu γ2 Delphini beträgt dabei 266°. γ Delphini ist ein interessantes Objekt für Amateurastronomen und kann bereits in einem Fernrohr mit 5 cm Öffnung getrennt werden, wobei die Einzelsterne einen Farbkontrast (gelb und blaugrün) zeigen. Dass γ Delphini ein Doppelstern ist, wurde 1776 von Christian Mayer entdeckt. Friedrich Georg Wilhelm Struve gab ihm in seinem Doppelsternkatalog die Bezeichnung Σ 2727 (STF 2727).
γ Delphini liegt 36 Parsec (ca. 117 Lichtjahre) von der Sonne entfernt. Eine Zugehörigkeit zum Wolf-630-Bewegungshaufen wird angenommen. Alan Hale veröffentlichte 1994 eine vorläufige Bahnberechnung, welche die Umlaufzeit des Doppelsterns mit 3249 Jahren angibt. Alan W. Irwing et al. publizierten 1999 eine Bahn mit einer deutlich höheren Umlaufzeit von 5200 Jahren und einer großen Halbachse von 450 AE. In beiden Fällen ist die Bahn mit einer numerischen Exzentrizität von etwa 0,9 stark exzentrisch. Außerdem entdeckten Irwing et al. schwache Radialgeschwindigkeitsschwankungen bei γ2 Delphini, auf deren Grundlage sie einen Planeten mit einer Mindestmasse von 0,7 Jupitermassen und einer Umlaufzeit von 1,44 Jahren postulierten. Spätere Untersuchungen von Robert A. Wittenmyer et al. (2006) und Eri Toyota et al. (2009) konnten jedoch keinen massereichen Planeten im Orbit um γ2 Delphini nachweisen.